# SN 2010bg
SN 2010bg – supernowa typu Ia odkryta 24 lutego 2010 roku w galaktyce A105741+5736. W momencie odkrycia miała maksymalną jasność 20,40m.